# 4 Metrotech Center
Le 4 Metrotech Center est un gratte-ciel de 120 mètres de hauteur construit à New York aux États-Unis de 1991 à 1993. Il n'est pas situé à Manhattan mais à Brooklyn. Il fait partie du Metrotech Center qui comprend 3 autres gratte-ciel.
L'immeuble a été conçu par l'agence d'architecture SOM